# ケーラー多様体
数学、特に微分幾何学において、ケーラー多様体（ケーラーたようたい、英: Kähler manifold）とは、複素構造、リーマン構造、シンプレクティック構造という３つが互いに整合性を持つ多様体である。ケーラー多様体 X 上には、ケーラーポテンシャルが存在し、X の計量に対応するレヴィ・チヴィタ接続が、標準直線束上の接続を引き起こす。
滑らかな射影代数多様体はケーラー多様体の重要な例である。小平埋め込み定理により、正の直線束を持つケーラー多様体は、常に射影空間の中へ双正則に埋め込むことができる。
ケーラー多様体の名前はドイツ人数学者エーリッヒ・ケーラー (Erich Kähler) にちなんでいる。

## 定義
ケーラー多様体は互いに整合性のある複数の構造を持つため，下記のような複数の観点からの定義方法がある。

### シンプレクティック多様体として
ケーラー多様体とは、シンプレクティック多様体 {\displaystyle (K,\omega )} とそのシンプレクティック形式 {\displaystyle \omega } と以下の意味で整合性を持つ可積分な概複素構造 J の組である：
{\displaystyle g(u,v)=\omega (u,Jv)}
で定義される接空間上の2次形式が各点で正定値対称である(つまり，上で定義されるgがリーマン計量になっている)。

### 複素多様体として
ケーラー多様体とは、付随するエルミート形式が閉であるエルミート多様体のことである。このとき、このエルミート形式をケーラー形式という。
定義より、ケーラー形式はシンプレクティック形式である。

### 定義の同値性
エルミート多様体 {\displaystyle K} は、自然なエルミート形式 {\displaystyle h} と可積分な概複素構造 {\displaystyle J} を兼ね備えた複素多様体である。{\displaystyle h} が閉であることを仮定すると、標準的シンプレクティック形式を {\displaystyle \omega ={\frac {i}{2}}(h-{\bar {h}})} と定義でき {\displaystyle J} と整合性を持っているので、第一の定義を満たす。
一方、概複素構造と整合性をもつ任意のシンプレクティック形式は、 {\displaystyle (1,1)} タイプの複素微分形式であるはずであり、座標 {\displaystyle (U,z_{i})} を使い書き表すと、 {\displaystyle h_{jk}\in C^{\infty }(U,\mathbb {C} )} に対し、
{\displaystyle \omega ={\frac {i}{2}}\sum _{j,k}h_{jk}dz_{j}\wedge d{\bar {z_{k}}}}
となる。{\displaystyle \omega } が実数に値を持つ閉じた非退化であることを加えると、{\displaystyle h_{jk}} が {\displaystyle K} の各々の点でエルミート形式を定義することが保証される。

## エルミート形式とシンプレクティック形式の関係
{\displaystyle h} をエルミート形式、{\displaystyle \omega } をシンプレクティック形式、{\displaystyle J} を概複素構造とすると、{\displaystyle \omega } と {\displaystyle J} は整合性を持っているので、新たな形式 {\displaystyle g(u,v)=\omega (u,Jv)} はリーマン形式となる。 これらの構造は、等式 {\displaystyle h=g+i\omega } により関連付けられていると結論できる。

## ケーラーポテンシャル
{\displaystyle K} を複素多様体とする。 {\displaystyle \rho \in C^{\infty }(K;\mathbb {R} )} について、閉(1,1)形式
{\displaystyle \omega ={\frac {i}{2}}\partial {\bar {\partial }}\rho }
が正定値である(つまり、ケーラー形式である)とき、{\displaystyle \rho }を強多重劣調和函数という。
ここに {\displaystyle \partial ,{\bar {\partial }}} はドルボー作用素である。函数 {\displaystyle \rho } は ケーラーポテンシャル と呼ばれる。
逆に，ポアンカレの補題を使えば、任意のケーラー計量は局所的にこのように表示できる。
すなわち、{\displaystyle (K,\omega )} をケーラー多様体とすると、任意の点 {\displaystyle p\in K} に対して 、{\displaystyle p} の近傍 {\displaystyle U} と函数 {\displaystyle \rho \in C^{\infty }(U,\mathbb {R} )} が存在し、{\displaystyle \omega \vert _{U}=i\partial {\bar {\partial }}\rho } となる。このとき、 {\displaystyle \rho } は （局所）ケーラーポテンシャル と呼ばれる。

## ケーラー多様体とリッチテンソル
ケーラー多様体 K 上では、リッチテンソルは標準束の曲率形式を決定する(Moroianu 2007, Chapter 12)。標準束とは正則余接束の外積
{\displaystyle \kappa ={\bigwedge }^{n}T^{1,0*}K}
である。ただし，{\displaystyle n=\dim K}とする。K 上の計量についてのレヴィ・チヴィタ接続は、κ の上の接続を引き起こし、この接続の曲率は次によって定義される 2-形式である。
{\displaystyle \rho (X,Y)\,{\stackrel {\text{def}}{=}}\,\operatorname {Ric} (JX,Y)}
ここに J は K の複素構造とする。リッチ形式は閉 2-形式であり、そのコホモロジー類は、実数の定数倍を除いて、標準束の第一チャーン類である。従って、（X がコンパクトであれば、）K のトポロジーと複素構造のホモトピー類にのみ依存するという意味で、位相不変量である。
逆に、リッチ形式はリッチテンソルと次の式により決定される。
{\displaystyle \operatorname {Ric} (X,Y)=\rho (X,JY)}
局所正則な座標 zα を使うと、リッチ形式は、
{\displaystyle \rho =-i\partial {\overline {\partial }}\log \det(g_{\alpha {\overline {\beta }}})}
で与えられる。ここに {\displaystyle \partial } はドルボー作用素で
{\displaystyle g_{\alpha {\overline {\beta }}}=g\left({\frac {\partial }{\partial z^{\alpha }}},{\frac {\partial }{\partial {\overline {z}}^{\beta }}}\right)}
である。
リッチテンソルがゼロとなると、標準バンドルは平坦であるので、構造群は特殊線形群 SL(n,C) の部分群へ局所的に縮約することができる。しかしながらケーラー多様体は既に U(n) の中にホロノミーを持っているので、リッチ平坦なケーラー多様体の（制限された）ホロノミーは SU(n) の中に含まれる。逆に、2n-次元のリーマン多様体の（制限された）ホロノミーが SU(n) を含むと、多様体はリッチ平坦なケーラー多様体となる(Kobayashi & Nomizu 1996, IX, §4)。

## ケーラー多様体上のラプラス作用素
{\displaystyle \star } をホッジ作用素とすると、微分可能多様体 X 上でラプラス作用素を次のように定義することができる。
{\displaystyle \Delta _{d}=dd^{*}+d^{*}d}
ここに {\displaystyle d} は外微分形式、{\displaystyle d^{*}=-(-1)^{nk}\star d\star } とする。さらに X がケーラーであれば、{\displaystyle d} と {\displaystyle d^{*}} は次のように分解される。
{\displaystyle d=\partial +{\bar {\partial }},\ \ \ \ d^{*}=\partial ^{*}+{\bar {\partial }}^{*}}
そして、別のラプラス作用素が定義できる。
{\displaystyle \Delta _{\bar {\partial }}={\bar {\partial }}{\bar {\partial }}^{*}+{\bar {\partial }}^{*}{\bar {\partial }},\ \ \ \ \Delta _{\partial }=\partial \partial ^{*}+\partial ^{*}\partial }
は、次の満たす。
{\displaystyle \Delta _{d}=2\Delta _{\bar {\partial }}=2\Delta _{\partial }}
これらの事実より、次のホッジ分解が得られる。（ホッジ理論を参照）
{\displaystyle \mathbf {H^{r}} =\bigoplus _{p+q=r}\mathbf {H} ^{p,q}}
ここに {\displaystyle \mathbf {H^{r}} } は r-次調和形式 であり、{\displaystyle \mathbf {H} ^{p,q}} は X 上の {p,q}-次調和形式とする。すなわち、微分形式 {\displaystyle \alpha } が調和形式であることと、各々の {\displaystyle \alpha ^{i,j}} が{i,j}-次の調和形式に属することとは同値である。
さらに、X がコンパクトであれば、
{\displaystyle H^{p}(X,\Omega ^{q})\simeq H_{\bar {\partial }}^{p,q}(X)\simeq \mathbf {H} ^{p,q}}
を得る。ここに {\displaystyle H_{\bar {\partial }}^{p,q}(X)} は {\displaystyle {\bar {\partial }}}-調和コホモロジー群とする。このことは、{\displaystyle \alpha } が {p,q}-次の微分形式であれば、ドルボーの定理により、ただ一つの {p,q}-次調和形式が決定する。
{\displaystyle h^{p,q}={\text{dim}}H^{p,q}} をホッジ数と呼ぶとすると、
{\displaystyle b_{r}=\sum _{p+q=r}h^{p,q},\ \ \ \ h^{p,q}=h^{q,p},\ \ \ \ h^{p,q}=h^{n-p,n-q}.}
が得られる。最初の左辺 br は r-番目のベッチ数であり、第二の等号はラプラス作用素 {\displaystyle \Delta _{d}} が実作用素 {\displaystyle H^{p,q}={\overline {H^{q,p}}}} であることから来て、最後の等号はセール双対性から結果を得る。

## 応用
ケーラー多様体は、リッチテンソルが計量テンソルに比例する、つまりある定数 λ に対し {\displaystyle R=\lambda g} である場合に、この計量を ケーラー・アインシュタイン （あるいはアインシュタイン・ケーラー）計量と呼ぶ。この命名はアインシュタインの宇宙定数について考えたことにちなむ。さらに詳しくはアインシュタイン多様体の項目を参照のこと。
アインシュタイン性は、リーマン多様体についても定義できる。X がケーラーであれば、クリストフェル記号 {\displaystyle \Gamma _{\beta \gamma }^{\alpha }} がゼロとなり、リッチテンソルが非常に簡素化される。従って、ケーラー条件はリッチテンソルと深く関係する。事実、オーバン(Thierry Aubin)とヤウ(Shing-Tung Yau)は、チャーン類が c1 = 0 であるコンパクトなケーラー多様体は唯一のリッチ平坦な計量が各々のケーラー類にあることを使いカラビ予想を証明した。しかし、ケーラー多様体が非コンパクトの場合は、さらに状況が複雑になり、いくつかの研究はあるものの最終的な結果はえられていない。

## 例
1. 標準的なエルミート計量を入れた複素ユークリッド空間 Cn はケーラー多様体である。
2. トーラス Cn/Λ  (Λ は格子点全体とする）は Cn のユークリッド計量を引き継ぐので、コンパクトなケーラー多様体である。
3. リーマン面上のすべてのリーマン計量は、形式 ω が閉であるという条件が実2-次元では自明であるので、ケーラーである。
4. 複素射影空間 CPn は等質な(homogeneous)なケーラー計量を持り、フビニ・スタディ計量と呼ばれる。（ベクトル空間）Cn + 1 のエルミート形式は、GL(n + 1,C) のユニタリな部分群 U(n + 1) であり、フビニ・スタディ計量はそのような U(n + 1) 作用の不変性によりホモセティ（スケーリングを渡る）を同一視して、決定される。基本的な線形代数により任意の2つのフビニ・スタディ計量は CPn の射影的な自己同型の下に等長(isometric)であるので、すべてを総称して「フビニ・スタディ計量」という。
5. ケーラー多様体の複素部分多様体上に誘導される計量はケーラーである。特に、任意のシュタイン多様体（Cn へ埋め込まれた）もしくは射影的代数多様体（CPn へ埋め込まれた）はケーラータイプである。このことは解析的理論でも基本的である。
6. 複素単位球(ball) Bn は，負定正則断面曲率を持つベルグマン計量と呼ばれる完備ケーラー計量を持つ。
7. すべてのK3曲面はケーラーである。（Y.-T. Siuの定理）

ケーラー多様体の部分クラスとして重要なクラスにカラビ・ヤウ多様体がある。